# Rolante

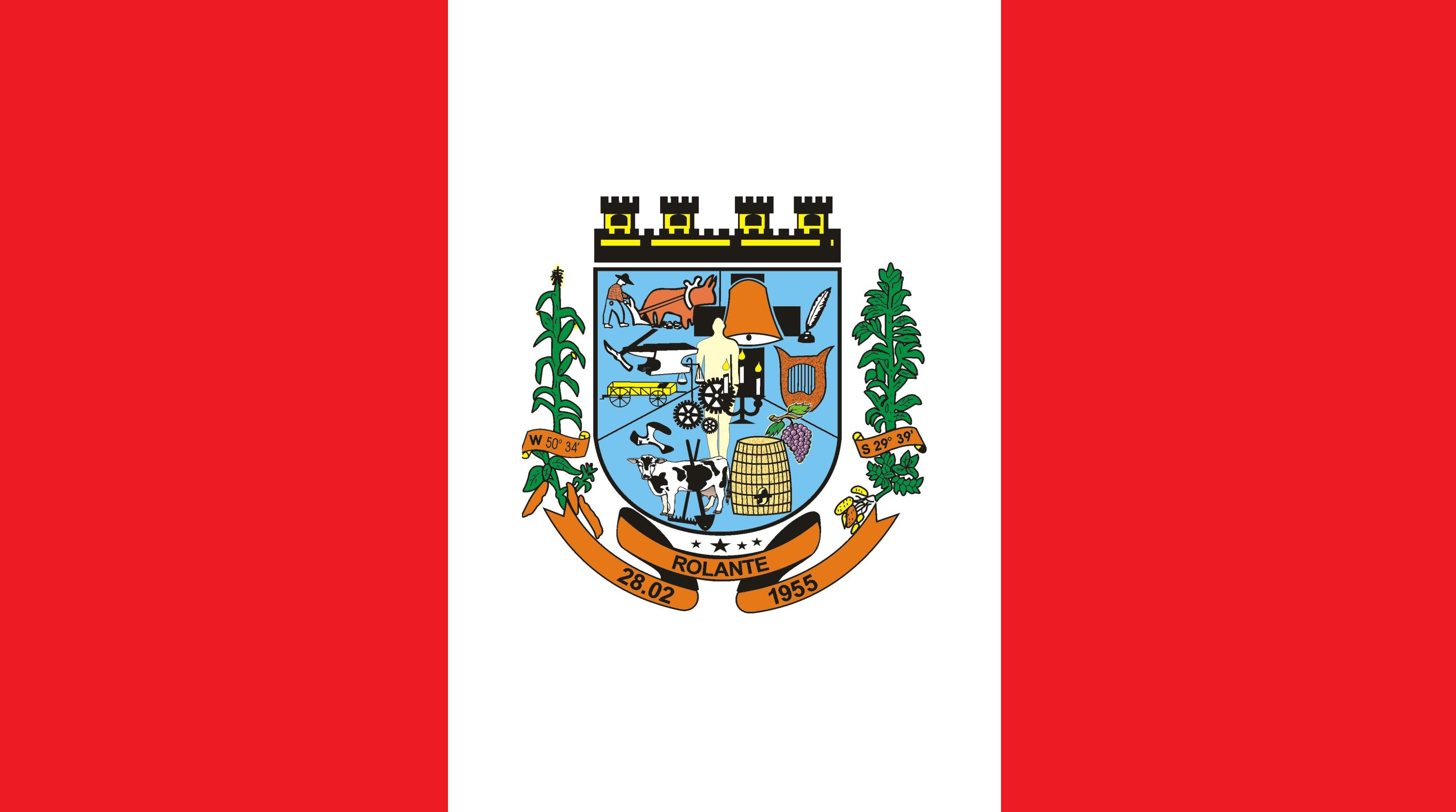
Bandeira Rolante.

Rolante es un municipio brasileño del estado de Rio Grande do Sul.
Se encuentra ubicado a una latitud de 29º39'02" Sur y una longitud de 50º34'33" Oeste, estando a una altitud de 38 metros sobre el nivel del mar. Su población estimada para el año 2004 era de 20.124 habitantes.
Ocupa una superficie de 270,45 km².